# Fluidyzator

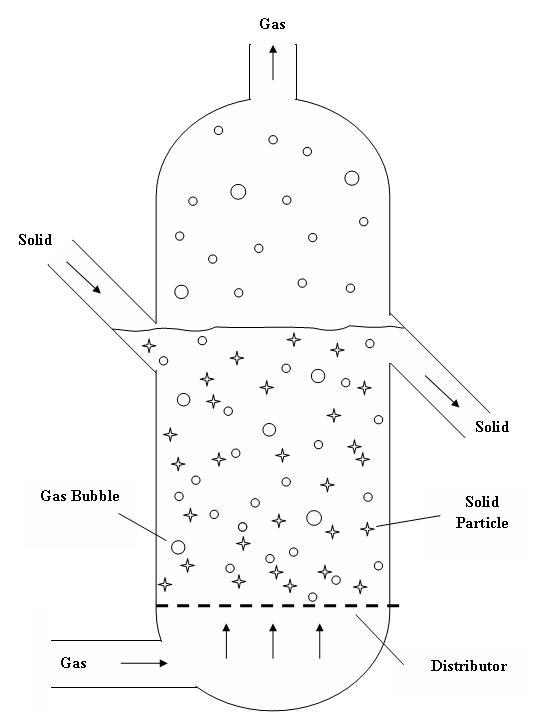
schemat fluidyzatora

Fluidyzator to aparat do prowadzenia fluidyzacji. 
Schemat konstrukcji fluidyzatora przedstawiono na rysunku. Składa się z naczynia z podwójnym dnem: stałym i porowatym, przez które jest tłoczony gaz (z butli, z sieci lub dmuchawy). Naczynie napełnia się drobnymi cząstkami (proszkiem) ciała stałego poddawanego obróbce lub będącego materiałem w procesie technologicznym. Przepływ gazu regulowany jest za pomocą zaworu redukcyjnego. Przy ciśnieniu gazu przewyższającym parcie warstwy proszku następuje "upłynnienie" proszku - powstaje tzw. złoże fluidalne.
Fluidyzator stosowany jest w procesach:
- zachodzących między ciałem stałym i gazem wymagających dobrej wymiany ciepła i masy
- powlekania fluidyzacyjnego